# Гаваноаса
Гаваноа́са (рум. Găvănoasa) — село в Кагульському районі Молдови, є центром комуни, до якої також відносяться села Миколаєвка та Владимировка.
Село розташоване на річці Кагул.
У селі проживають молдовани, українці та гагаузи.
Згідно з переписом населення 2004 року кількість українців - 354 особи (27,3%).